# Du côté de la côte
 Du côté de la côte  è un cortometraggio del 1958 scritto e diretto da Agnès Varda, anche questo  commissionato dall’Ufficio del Turismo Francese così come lo era stato Ô saisons, ô châteaux, realizzato l’anno prima.

## Produzione
Nel 1961 la stessa Varda contestualizza il suo film con queste parole sul numero 60 della rivista francese Cinéma. «Prima di tutto: non amo la Costa. Per interessarmici, dovevo trovare un soggetto. Du côté de la côté è un saggio sociologico. La Costa non è un luogo, ma un fenomeno sociologico. Si trattava di trovare una spiegazione: perché la Costa, quando ci sono tanti altri posti altrettanto meravigliosi? Per me, il film è un saggio sul turismo, in uno dei suoi punti nevralgici. Quando l'ho visto così, mi ha appassionato. Ponendomi la domanda, ho cercato le ragioni, ragioni vere, ragioni bizzarre, ragioni false».

## Accoglienza
Jean-Marie Samocki su Cahiers du cinéma nota come nel film sia ripetuta più volte la parola Eden accompagnata dalla riflessione del perché i visitatori siano esclusi dai lussureggianti giardini privati. Du côté de la côte oscilla tra un polo oscuro e un polo luminoso, come quando la voce fuori campo dice che la Costa Azzurra è il più bel cimitero di Francia con viste mozzafiato e un mare che sempre si rinnova, che alcuni si fanno costruire la propria tomba come se fosse la propria casa, meno eterna, ma che ha lo charme dell'esistenza.